# Mamou (region)
Mamou Region är en region i Guinea. Den ligger i den västra delen av landet, 200 km nordost om huvudstaden Conakry. Antalet invånare är 732 117. Arean är 17 074 kvadratkilometer. Mamou Region gränsar till Kindia Region, Labé Region och Faranah Region. 
Terrängen i Mamou Region är huvudsakligen kuperad, men åt nordväst är den bergig.
Mamou Region delas in i:
- Pita
- Mamou Prefecture
- Dalaba